# Бодак, Алла Николаевна
Алла Николаевна Бодак (бел. Ала Мікалаеўна Бодак) — белорусский государственный и судебный деятель, член Совета Республики Национального собрания (2016—2019), с марта 2019 г. — судья Конституционного Суда Республики Беларусь.

## Биография
Родилась в 1967 году в г. Ровно.
Окончила юридический факультет Белорусского государственного университета (1989), в 2002 году прошла переподготовку в Институте государственной службы Академии управления при Президенте Республики Беларусь.
С 1989 по 2016 год работала в Министерстве юстиции Белорусской ССР и Республики Беларусь:
- старший консультант, консультант 2 категории управления законопроектных работ,
- консультант 1 категории, ведущий специалист, главный специалист отдела законодательства о социально-культурном строительстве управления законодательства о государственном и социальном строительстве,
- заместитель начальника управления — начальник отдела законодательства о социально-культурном строительстве управления законодательства о социально-культурном строительстве,
- начальник управления законодательства о государственном и социальном строительстве,
- начальник управления законодательства о государственном, социальном строительстве и обеспечении основных прав и свобод граждан,
- и. о. директора, директор Департамента нормотворческой деятельности,
- начальник главного управления нормотворческой деятельности в сфере государственного строительства,
- заместитель министра.

С октября 2016 по март 2019 г. член Совета Республики Национального собрания Республики Беларусь, член Президиума Совета Республики, председатель Постоянной комиссии по законодательству и государственному строительству.
С марта 2019 г. — судья Конституционного Суда Республики Беларусь.
В 2020 году после президентских выборов и последовавших за ними протестов была внесена в санкционные списки балтийских стран.

## Профессиональные достижения
Кандидат юридических наук (2005), доцент (2009).
Доцент Кафедры конституционного права Белорусского государственного университета, читает курс «Конституционное право».
Автор более 50 научных публикаций. Сочинения:
- Правотворческий процесс в Республике Беларусь /. А. Н. Бодак. — Минск : ГИУСТ БГУ, 2010. — 220 с. ISBN 978-985-491-028-4.
- Правотворческий процесс. Сергей Сивец, Григорий Василевич, Татьяна Михалева, Алла Бодак, Алина Боголейко. Издательство: Вышэйшая школа ISBN 978-985-06-2633-2 ; 2015 г. Кол-во страниц: 271

Награждена Благодарностью Администрации Президента Республики Беларусь и Почётной грамотой Национального собрания Республики Беларусь.